# 安住涼子
松沢 ゆかり（まつざわ ゆかり、1978年2月13日 - ）は、日本のAV女優。
2006年に安住 涼子（あずみ りょうこ、1977年7月7日 - ）としてデビュー
2007年に引退していたが2010年に「黒澤雪華(くろさわ ゆきな)」で復帰。
鮎原いつき（1975年4月8日 - ）名義を経て
2023年11月現在は、松沢 ゆかり（まつざわ ゆかり、1978年2月13日 - ）名義で活動中。リズムプロモーション所属。

## 略歴・人物
2006年 WOMAN（ソフト・オン・デマンドグループ）の専属女優としてデビュー。
2025年頃公式Xが削除された。

## 出演作品

### アダルトビデオ
2006年
- Age29 安住涼子 独身 現役司書 〜ブログ発モデル WOMAN専属デビュー!!〜（11月4日、WOMAN）
- Age29 安住涼子 vol.2 独身 現役司書 〜ワタシの妄想。仕事中こんなにエッチな事を考えてました〜（12月7日、WOMAN）

2007年
- Age29 安住涼子 vol.3 独身 現役司書 〜新しい快感　アナルSEX〜（1月5日、WOMAN）
- Age29 安住涼子 vol.4 独身 現役司書 〜悦楽鑑賞倶楽部〜 大乱交10人生中出し!!（2月8日、WOMAN）
- おもらし放尿 Woman vol.01（4月13日、BRAVO）
- Lesbian Real 美熟女 vol.1（4月13日、BRAVO）共演:赤坂ルナ
- 人妻の情事9 夫以外の男に中出しされた妻たち（5月12日、隼エージェンシー）他出演:一ノ瀬カレン、北崎未来、川村カンナ、城本久美
- 中出し妻 夫の目の前で中出しされる人妻（5月19日、ミスター・インパクト）

2010年
- アナル奴●夫人 黒澤雪華（2月5日、マドンナ）
- 【近親相姦シリーズ】 継母～ままはは～ 二十八（9月10日、ドリームステージ）
- 彼女の母親 黒澤雪華（9月28日、小林興業）

2015年
- 「中出しだけは…」犯した母に射精直前で嫌がられ半外！でも中に出したくて無理やり半中！（10月22日、ナチュラルハイ）※出演者名クレジットなし
- 親戚のおばさん 鮎原いつき 40歳（11月25日、熟女画報社）

2016年
- 卑猥語マダム XV 鮎原いつき（6月25日、アロマ企画）

2017年
- 射精見たさに出前を頼む母 鮎原いつき（2月9日、タカラ映像）
- 人妻拷問アクメ 20 屈辱の奴●堕ち肉人形 悲惨なる緊縛熟肉の痙攣 鮎原いつき（2月19日、ベイビーエンターテイメント）
- WifeLife vol.019・昭和50年生まれの鮎原いつきさんが乱れます・撮影時の年齢は41歳・スリーサイズはうえから順に94/63/94（5月19日、SEX Agent/妄想族）
- 犬嗅ぎ美魔女2 汚パンツ熟女が、嗅ぎ●す、嗅がせ●す 編 鮎原いつき（7月27日、fetish（フェ血ス））

2018年
- 年をとっても・・あぁ～やりたい やりたくて、やりたくて！家族全員とやっちゃった私・・不謹慎ですか？ 鮎原いつき（3月13日、ながえスタイル）
- 初撮り人妻中出しドキュメント作品集Vol.2（5月15日、青春舎）
- おはよう、おばちゃん！活動中 ど田舎で見つけたとんでもなくキレイな熟女。12人4時間（5月25日、ビッグモーカル）
- デカ尻インストラクター 食糞汗まみれレズ 速美もな 松沢ゆかり（7月25日、オペラ）
- 中出しCOLLECTION4時間 人妻編 Vol.3（10月16日、アーノルド）-2008年6月19日発売、安住涼子名義
- 初撮り人妻中出しスペシャル / 上里悠里、五十嵐真理、鮎原いつき（12月11日、青春舎）

2019年
- 田舎に住んでるお母さん PART9 4時間（1月1日、フォーディメンション/エマニエル）
- 超高級スカトロソープ 黄金フルコースBEST（1月25日、オペラ）
- 美しく年を重ねているご婦人のアヘ顔画報（3月26日、熟女画報社）
- 最高のスカトロBEST 4時間 鮎原いつき（5月25日、オペラ）

2020年
- 親戚のおばさん鮎原いつき40歳（11月25日、熟女画報社）

2021年
- 僕に勃起薬を●ませて白いパンティで痴女るお母さん 松沢ゆかり（1月7日、ルビー）
- 食糞拷問 特盛BEST 11作品8時間（2月25日、オペラ）-鮎原いつき名義
- ぽっちゃり美熟女12人BEST（8月1日、プラネットプラス）

2022年
- 姑と嫁の夜●いレズビアン7章（4月27日、グラフィティージャパン）
- 娘の夫に犯●れた母たち…（2）（6月27日、グラフィティージャパン）
- ［閲覧注意］熟女輪●レ●プ映像 File＃13 「被害者:熟肉ドマゾ爆乳主婦」（11月1日、熟女塾/エマニエル）
- まるまる！松沢ゆかりか1（1月19日、なでしこ）

2023年
- 母子交尾【上毛高原路】 松沢ゆかり（2月7日、ルビー）
- 肛虐FUCK！！ ケツ穴破壊8時間SELECTION（3月28日、クリスタル映像）-鮎原いつき名義
- 松沢ゆかりと童貞君にカメラとコンドームを持たせて一泊二日のハメ撮り旅行（3月23日、DANDY）
- なめごこちハメごこち満点の お～い お義母さん松沢ゆかり・倉田江里子（9月5日、FAグループ）
- 尻地獄 Black Mask この巨尻、痴女か奴●か 101cm爆尻超ド変態スーパークレイジー覆面おばさん（10月12日、Mr.michiru＋）

2024年
2025年
- 一流のおば様ナンパ2.0 セレブ美熟女中出しJAPAN（4月10日、ホットエンターテイメント）※出演者名クレジット無し